# 면역글로불린 중쇄

이황화 결합으로 2개의 Ig 경쇄(녹색)에 연결된 2개의 Ig 중쇄(파란색)를 보여주는 전형적인 항체의 개략도. 불변영역(C) 및 가변영역(V)을 구분하여 표시되어 있다.

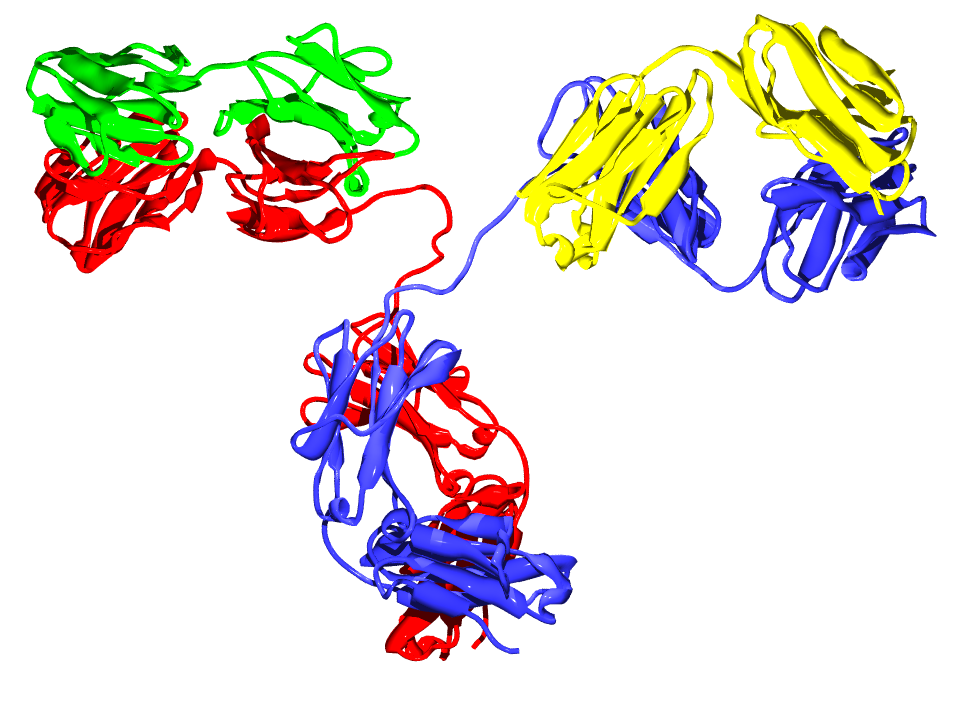
항체 분자. 두 개의 중쇄는 빨간색과 파란색으로, 두 개의 경쇄는 녹색과 노란색으로 표시되어 있다.

면역글로불린 중쇄(Immunoglobulin heavy chain, IgH)는 면역글로불린의 큰 폴리펩타이드 소단위체이다. 인간 게놈에서 IgH 유전자 위치는 14번 염색체에 있다.
전형적인 항체는 두 개의 면역글로불린 중쇄와 두 개의 경쇄로 구성된다. 중쇄의 종류는 동물의 종마다 다르다. 모든 중쇄는 일련의 면역글로불린 영역을 포함하며, 일반적으로 항원과 결합하는 데 중요한 가변영역(VH)과 여러 개의 불변영역(CH1, CH2 등)을 갖는다. 중쇄의 생산은 B세포 성숙의 핵심 단계이다. 만약 중쇄가 대리 경쇄에 결합하고 원형질막으로 이동할 수 있다면, B세포는 경쇄를 생산하기 시작할 수 있다.
중쇄가 항상 경쇄와 함께 있을 필요는 없다. 전B세포는 경쇄가 없을 때 중쇄를 합성할 수 있으며, 이는 중쇄가 중쇄 결합 단백질에 결합할 수 있도록 한다.